# مایکوباکتریوم الفانتیس
مایکوباکتریوم الفانتیس (نام علمی: Mycobacterium elephantis) نام یک گونه از سرده مایکوباکتریوم است.